# Silistra (gmina)
Silistra (bułg. Община Силистра) – gmina w północno-wschodniej Bułgarii, w obwodzie Silistra.

## Miejscowości
Miejscowości wchodzące w skład gminy Silistra:
- Ajdemir (bułg.: Айдемир),
- Babuk (bułg.: Бабук),
- Bogorowo (bułg.: Богорово),
- Bradwari (bułg.: Брадвари),
- Byłgarka (bułg.: Българка),
- Cenowicz (bułg.: Ценович),
- Gławan (bułg.: Главан),
- Jordanowo (bułg.: Йорданово),
- Kalipetrowo (bułg.: Калипетрово),
- Kazimir (bułg.: Казимир),
- Połkownik Łambrinowo (bułg.: Полковник Ламбриново),
- Popkralewo (bułg.: Попкралево),
- Profesor Iszirkowo (bułg.: Професор Иширково),
- Silistra (bułg.: Силистра) – siedziba gminy,
- Smilec (bułg.: Смилец),
- Sracimir (bułg.: Срацимир),
- Srebyrna (bułg.: Сребърна),
- Syrpowo (bułg.: Сърпово),
- Wetren (bułg.: Ветрен).